# Potochany
Potochany (ucraniano: Поточа́ни) es un pueblo de Ucrania, perteneciente al municipio rural de Naráyiv, en el raión de Ternópil de la óblast de Ternópil.
En 2001, el pueblo tenía una población de 395 habitantes.
Se ubica unos 2 km al noreste de Rekshyn, separado de dicho pueblo por el río Zolota Lipa.

## Historia
Antes de la formación del actual municipio de Naráyiv en 2019, el pueblo era una pedanía del consejo rural de Rekshyn, en el raión de Berezhany.